# Arthur Marshall
Arthur Marshall (Cambridge, Inglaterra, 4 de diciembre de 1903-Cambridgeshire, 16 de marzo de 2007) fue un pionero y hombre de negocios británico, presidente de la aviación del espacio aéreo entre 1942 y 1989.

## Biografía
Arthur Marshall fue educado en la Perse School de Cambridge y en la Tonbridge School de Kent, terminando su educación en la universidad de Jesús, Cambridge, en 1922, donde él ganó un grado en la ingeniería. Él aprendió a  volar en 1928, y creó pronto después de eso una pista de aterrizaje cerca del hogar de Cambridge de su familia, que por 1929 había dado vuelta en un campo de aviación hecho y derecho. Seis años más adelante, Arthur y su padre, David, compraron la tierra en donde los actuales soportes del aeropuerto de Cambridge. Durante la Segunda Guerra Mundial, Arthur jugó un papel dominante en el entrenamiento sobre 20 000 pilotos e instructores que volaban. El padre de Arthur, murió en 1942.
Bajo la dirección de Marshall, la firma sintió bien al reparador del avión más grande del Reino Unido, fijando o convirtiendo 5.000 planos durante la guerra. Sobre los años, fabricantes importantes tales del aeroplano que De Havilland, Bristol, Vickers y eléctricos ingleses han confiado a ordenar con el mantenimiento de su avión.
Además de su interés en aeronáutica, Marshall también hizo sportsman dotado temprano en su vida, ganando un lugar en el equipo británico en las 1924 Olimpiadas en París, un equipo que fue representado en la exitosa película de 1981: "Chariots of Fire". 
Le concedieron un OBE en 1948. En 1931, se casó con Rosemary Dimsdale. Los dos tuvieron tres niños, incluyendo a Michael Marshall, que asumió el control el funcionamiento de la compañía tras el retiro de su padre Arthur. La mujer de Arthur Marshall, Rosemary Dimsdale, murió el 24 de junio de 1988.
Luego, con el fallecimiento de James Stillman Rockefeller en agosto de 2004, Arthur se convirtió en el atleta olímpico vivo más longevo.
Finalmente, murió a primeras horas del día 16 de marzo de 2007, con 103 años de edad, en su casa de Cambridgeshire.